# Coffeeville (Alabama)
Coffeeville es un pueblo ubicado en el condado de Clarke en el estado estadounidense de Alabama. En el censo de 2000, su población era de 360. 

## Demografía
En el 2000 la renta per cápita promedia del hogar era de $ 19.545$ , y el ingreso promedio para una familia era de 16.886$. El ingreso per cápita para la localidad era de 29.000$. Los hombres tenían un ingreso per cápita de 29.000$ contra 17.500$ para las mujeres.

## Geografía
Coffeeville está situado en 31°45′40″N 88°5′20″O / 31.76111, -88.08889 (31.761262, -88.089150).
Según la Oficina del Censo de los EE. UU., la ciudad tiene un área total de 4.52 millas cuadradas (11.70 km ²).